# Dressin' Up
"Dressin' Up" là một bài hát của ca sĩ người Mỹ Katy Perry nằm trong album Teenage Dream: The Complete Confection (2012). Bài hát được viết bởi Perry, Christopher "Tricky" Stewart, Monte Neuble và Matt Thiessen, sản xuất bởi Stewart và Kuk Harrell. Về mặt âm nhạc, "Dressin 'Up" kết hợp phong cách điện tử và dance-rock, cùng với nhạc dance điện tử nổi bật. Về mặt ca từ, bài hát nói về việc mặc những bộ trang phục khác nhau cho người tình và chứa đựng nhiều ẩn ý. "Dressin' Up" nhận được những đánh giá trái chiều từ các nhà phê bình, một số khen ngợi âm thanh "vui nhộn" của nó, trong khi những người khác lại cho rằng nó quá giống với các bài hát khác của Perry. Sau khi phát hành Teenage Dream: The Complete Confection, bài hát đã được xếp hạng trên UK Singles Chart ở vị trí thứ 109.

## Bảng xếp hạng
| Bảng xếp hạng (2012)                 | Vị trí cao nhất |
| ------------------------------------ | --------------- |
| UK Singles (Official Charts Company) | 109             |